# Georg Aloys Schmitt
Georg Aloys Schmitt (2. februar 1827 – 15. oktober 1902) var en tysk musiker, søn af Aloys Schmitt.
Schmitt rejste omkring som pianist også uden for Tyskland, blev derefter operakapelmester 1857 i Schwerin, hvor han udfoldede en betydningsfuld virksomhed. Sine sidste år levede Schmitt i Dresden. Han var en flittig komponist, dygtig dirigent og gjorde sig blandt andet fortjent ved at fremdrage ældre værker af musikhistorisk interesse.